# 副眼器
眼副器是眼的辅助装置，有保护、运动和支持眼球的作用。眼副器和眼球共同构成视器。
眼副器包括眼睑、结膜、泪器、眼球外肌、眶脂体、眶筋膜等结构

## 参阅
- 视器
- 眼球